# Молодёжный (Каменский район)
Молодёжный — посёлок в Каменском районе Ростовской области России. Входит в состав Астаховского сельского поселения. Появился в 1961 году и по июль 1964 г. назывался Новым, затем был переименован. 

## Население
| 2010 |
| ---- |
| 294  |

## Транспорт
Вблизи посёлка расположен железнодорожный остановочный пункт 1022 км Северо-Кавказской железной дороги. Он находится на электрифицированном участке линии «Лихая — Боченково». Действует регулярное сообщение со станцией Каменская города Каменск-Шахтинский, время в пути 25-30 мин.

## Улицы
В посёлке имеются улицы Достоевского, Школьная, Садовая.

## Объекты
История возникновения посёлка связана с построенным в 1960-е годы и ныне действующим комбинатом (нефтебазой) «Атлас». 28 августа 2024 г. в ходе вторжения России в Украину база подверглась атаке БПЛА, приведшей к пожару. В конце ноября 2024 года в Каменском районе снова загорелся промышленный объект, российские телеграм-каналы и украинский Генштаб сообщили об ударе по нефтебазе.
Также в Молодёжном находятся Астаховская средняя школа, детский сад, магазин, почта.